# Жевательные мышцы
Жева́тельные мы́шцы (лат. Musculi masticatorii) — мышцы головы, которые обеспечивают процесс жевания.
Выделяют 4 жевательные мышцы:
- Жевательная мышца
- Височная мышца
- Медиальная крыловидная мышца
- Латеральная крыловидная мышца

Все они прикрепляются к нижней челюсти. Иннервируются так же тройничным нервом.
Жевательная, височная и медиальная крыловидная мышцы при открытом рте притягивают нижнюю челюсть к верхней, то есть — закрывают рот. При одновременном сокращении обеих латеральных крыловидных мышц нижняя челюсть выдвигается вперёд.
Обратное движение нижней челюсти производят самые задние волокна височной мышцы, идущие почти горизонтально сзади наперёд. Если латеральная крыловидная мышца сокращается только на одной стороне, то нижняя челюсть смещается вбок, в сторону, противоположную сокращающейся мышце. Височная мышца осуществляет движения нижней челюсти и также имеет важное значение для членораздельной речи.